# سبز (ميانة)
سبز هي قرية في مقاطعة ميانة، إيران. عدد سكان هذه القرية هو 1,198 في سنة 2006.